# Фискова къща
Фисковата къща (на гръцки: Οικία Φίσκα) е къща в град Лерин, Гърция, обявена за паметник на културата.

## Местоположение
Къщата е улица „Траки“ и „Николаос Пирзас“.

## История
Къщата е построена в 1923 година за Периклис Фискас. Обявена е за паметник на културата като „сграда със специален архитектурен и морфологичен характер“.

## Архитектура
В архитектурно отношение е неокласическа сграда с интересни декоративни еклектични елементи, които я правят характерен пример за архитектурата на епохата и европейските влияния.